# Людвік Балінський
Балінський Людвік — польський політичний засланець. На солдатську службу в Окремий Оренбурзький корпус його заслали як активного учасника підготовки польського національно-визвольного повстання 1848.
Кілька років був у Новопетровському укріпленні разом з Тарасом Шевченком. Виїхав звідти незадовго до звільнення поета. Згадується в листуванні Шевченка з Б. Залеським 1856–1857 під власним прізвищем, а також як «Людвіг» і «Б.»